# Eleições europeias de 2009 na Maia

## Resultados Oficiais
| Partido                 | Partido                        | Votos   | %               | +/-   |
| ----------------------- | ------------------------------ | ------- | --------------- | ----- |
|                         | Partido Social Democrata       | 13 956  | 30,46 / 100,00  | -     |
|                         | Partido Socialista             | 13 674  | 29,84 / 100,00  | 17,99 |
|                         | Bloco de Esquerda              | 5 674   | 12,38 / 100,00  | 6,81  |
|                         | Partido Popular                | 3 533   | 7,71 / 100,00   | -     |
|                         | Coligação Democrática Unitária | 3 402   | 7,43 / 100,00   | 1,34  |
|                         | Movimento Esperança Portugal   | 672     | 1,47 / 100,00   | Novo  |
|                         | PCTP/MRPP                      | 510     | 1,11 / 100,00   | 0,15  |
|                         | Outros                         | 1 075   | 2,34 / 100,00   |       |
| Votos Inválidos         | Votos Inválidos                | 3 322   | 7,25 / 100,00   | 2,69  |
| Total                   | Total                          | 45 818  | 100,00 / 100,00 |       |
| Eleitorado/Participação | Eleitorado/Participação        | 104 635 | 43,79 / 100,00  | 1,66  |

## Resultados por Freguesia
Os resultados seguintes referem-se aos partidos que obtiveram mais de 1,00% dos votos:
| Freguesia          | %     | %     | %     | %    | %     | %    | %    | Votantes |
| Freguesia          | PSD   | PS    | BE    | CDS  | CDU   | MEP  | PCTP | Votantes |
| ------------------ | ----- | ----- | ----- | ---- | ----- | ---- | ---- | -------- |
| Águas Santas       | 26,34 | 32,28 | 13,29 | 6,88 | 8,76  | 1,60 | 1,25 | 8 870    |
| Avioso Santa Maria | 38,41 | 23,74 | 10,45 | 8,58 | 4,64  | 1,94 | 1,45 | 1 445    |
| Avioso São Pedro   | 35,96 | 27,83 | 10,19 | 9,67 | 4,79  | 0,34 | 0,86 | 1 168    |
| Barca              | 33,00 | 36,23 | 8,88  | 6,36 | 5,55  | 0,81 | 0,20 | 991      |
| Folgosa            | 34,09 | 28,71 | 9,24  | 8,26 | 6,14  | 1,29 | 1,36 | 1 320    |
| Gemunde            | 31,51 | 32,24 | 9,21  | 8,74 | 5,67  | 0,87 | 1,20 | 1 498    |
| Gondim             | 30,09 | 38,26 | 9,04  | 6,09 | 6,43  | 0,87 | 0,70 | 575      |
| Gueifães           | 27,74 | 30,67 | 14,40 | 6,77 | 8,11  | 1,40 | 1,32 | 4 917    |
| Maia               | 32,71 | 23,70 | 15,52 | 9,20 | 6,23  | 2,43 | 0,77 | 4 684    |
| Milheirós          | 26,18 | 35,49 | 11,21 | 7,19 | 8,38  | 0,65 | 1,74 | 1 837    |
| Moreira            | 29,65 | 32,08 | 10,87 | 8,10 | 6,38  | 1,19 | 1,12 | 4 186    |
| Nogueira           | 32,23 | 29,74 | 12,59 | 7,20 | 6,68  | 1,66 | 0,88 | 1 930    |
| Pedrouços          | 27,67 | 31,13 | 12,10 | 6,13 | 12,10 | 1,54 | 1,00 | 4 015    |
| São Pedro Fins     | 38,07 | 25,13 | 7,66  | 7,29 | 7,66  | 0,50 | 1,13 | 796      |
| Silva Escura       | 38,81 | 26,99 | 9,45  | 9,70 | 5,10  | 0,50 | 1,87 | 804      |
| Vermoim            | 34,31 | 25,82 | 12,79 | 8,77 | 6,15  | 1,73 | 0,86 | 4 745    |
| Vila Nova da Telha | 30,88 | 30,58 | 12,57 | 8,64 | 6,04  | 1,28 | 1,18 | 2 037    |
| Maia               | 30,46 | 29,84 | 12,38 | 7,71 | 7,43  | 1,47 | 1,11 | 45 818   |

#### Águas Santas
| Partido                 | Partido                        | Votos  | %               | +/-   |
| ----------------------- | ------------------------------ | ------ | --------------- | ----- |
|                         | Partido Socialista             | 2 863  | 32,28 / 100,00  | 19,76 |
|                         | Partido Social Democrata       | 2 336  | 26,34 / 100,00  | -     |
|                         | Bloco de Esquerda              | 1 179  | 13,29 / 100,00  | 8,26  |
|                         | Coligação Democrática Unitária | 777    | 8,76 / 100,00   | 1,97  |
|                         | Partido Popular                | 610    | 6,88 / 100,00   | -     |
|                         | Movimento Esperança Portugal   | 142    | 1,60 / 100,00   | Novo  |
|                         | PCTP/MRPP                      | 111    | 1,25 / 100,00   | 0,11  |
|                         | Outros                         | 214    | 2,42 / 100,00   |       |
| Votos Inválidos         | Votos Inválidos                | 638    | 7,19 / 100,00   | 2,62  |
| Total                   | Total                          | 8 870  | 100,00 / 100,00 |       |
| Eleitorado/Participação | Eleitorado/Participação        | 20 896 | 42,45 / 100,00  | 2,01  |

#### Avioso Santa Maria
| Partido                 | Partido                        | Votos | %               | +/-   |
| ----------------------- | ------------------------------ | ----- | --------------- | ----- |
|                         | Partido Social Democrata       | 555   | 38,41 / 100,00  | -     |
|                         | Partido Socialista             | 343   | 23,74 / 100,00  | 13,12 |
|                         | Bloco de Esquerda              | 151   | 10,45 / 100,00  | 4,96  |
|                         | Partido Popular                | 124   | 8,58 / 100,00   | -     |
|                         | Coligação Democrática Unitária | 67    | 4,64 / 100,00   | 1,51  |
|                         | Movimento Esperança Portugal   | 28    | 1,94 / 100,00   | Novo  |
|                         | PCTP/MRPP                      | 21    | 1,45 / 100,00   | 0,52  |
|                         | Outros                         | 35    | 2,42 / 100,00   |       |
| Votos Inválidos         | Votos Inválidos                | 121   | 8,38 / 100,00   | 3,14  |
| Total                   | Total                          | 1 445 | 100,00 / 100,00 |       |
| Eleitorado/Participação | Eleitorado/Participação        | 3 321 | 43,51 / 100,00  | 2,13  |

#### Avioso São Pedro
| Partido                 | Partido                        | Votos | %               | +/-   |
| ----------------------- | ------------------------------ | ----- | --------------- | ----- |
|                         | Partido Social Democrata       | 420   | 35,96 / 100,00  | -     |
|                         | Partido Socialista             | 325   | 27,83 / 100,00  | 14,71 |
|                         | Bloco de Esquerda              | 119   | 10,19 / 100,00  | 5,83  |
|                         | Partido Popular                | 113   | 9,67 / 100,00   | -     |
|                         | Coligação Democrática Unitária | 56    | 4,79 / 100,00   | 0,43  |
|                         | Outros                         | 36    | 3,08 / 100,00   |       |
| Votos Inválidos         | Votos Inválidos                | 99    | 8,48 / 100,00   | 3,10  |
| Total                   | Total                          | 1 168 | 100,00 / 100,00 |       |
| Eleitorado/Participação | Eleitorado/Participação        | 2 571 | 45,43 / 100,00  | 0,62  |

#### Barca
| Partido                 | Partido                        | Votos | %               | +/-   |
| ----------------------- | ------------------------------ | ----- | --------------- | ----- |
|                         | Partido Socialista             | 359   | 36,23 / 100,00  | 17,15 |
|                         | Partido Social Democrata       | 327   | 33,00 / 100,00  | -     |
|                         | Bloco de Esquerda              | 88    | 8,88 / 100,00   | 4,89  |
|                         | Partido Popular                | 63    | 6,36 / 100,00   | -     |
|                         | Coligação Democrática Unitária | 55    | 5,55 / 100,00   | 1,19  |
|                         | Outros                         | 28    | 2,83 / 100,00   |       |
| Votos Inválidos         | Votos Inválidos                | 71    | 7,17 / 100,00   | 2,82  |
| Total                   | Total                          | 991   | 100,00 / 100,00 |       |
| Eleitorado/Participação | Eleitorado/Participação        | 2 610 | 37,97 / 100,00  | 6,18  |

#### Folgosa
| Partido                 | Partido                        | Votos | %               | +/-   |
| ----------------------- | ------------------------------ | ----- | --------------- | ----- |
|                         | Partido Social Democrata       | 450   | 34,09 / 100,00  | -     |
|                         | Partido Socialista             | 379   | 28,71 / 100,00  | 13,42 |
|                         | Bloco de Esquerda              | 122   | 9,24 / 100,00   | 5,20  |
|                         | Partido Popular                | 109   | 8,26 / 100,00   | -     |
|                         | Coligação Democrática Unitária | 81    | 6,14 / 100,00   | 0,47  |
|                         | PCTP/MRPP                      | 18    | 1,36 / 100,00   | 1,10  |
|                         | Movimento Esperança Portugal   | 17    | 1,29 / 100,00   | Novo  |
|                         | Outros                         | 44    | 3,33 / 100,00   |       |
| Votos Inválidos         | Votos Inválidos                | 100   | 7,58 / 100,00   | 3,62  |
| Total                   | Total                          | 1 320 | 100,00 / 100,00 |       |
| Eleitorado/Participação | Eleitorado/Participação        | 2 814 | 46,91 / 100,00  | 2,72  |

#### Gemunde
| Partido                 | Partido                        | Votos | %               | +/-   |
| ----------------------- | ------------------------------ | ----- | --------------- | ----- |
|                         | Partido Socialista             | 483   | 32,24 / 100,00  | 16,73 |
|                         | Partido Social Democrata       | 472   | 31,51 / 100,00  | -     |
|                         | Bloco de Esquerda              | 138   | 9,21 / 100,00   | 5,35  |
|                         | Partido Popular                | 131   | 8,74 / 100,00   | -     |
|                         | Coligação Democrática Unitária | 85    | 5,67 / 100,00   | 2,77  |
|                         | PCTP/MRPP                      | 18    | 1,20 / 100,00   | 0,30  |
|                         | Partido da Terra               | 16    | 1,07 / 100,00   | 0,59  |
|                         | Outros                         | 39    | 2,60 / 100,00   |       |
| Votos Inválidos         | Votos Inválidos                | 116   | 7,74 / 100,00   | 2,91  |
| Total                   | Total                          | 1 498 | 100,00 / 100,00 |       |
| Eleitorado/Participação | Eleitorado/Participação        | 4 076 | 36,75 / 100,00  | 3,31  |

#### Gonfim
| Partido                 | Partido                        | Votos | %               | +/-   |
| ----------------------- | ------------------------------ | ----- | --------------- | ----- |
|                         | Partido Socialista             | 220   | 38,26 / 100,00  | 17,82 |
|                         | Partido Social Democrata       | 173   | 30,09 / 100,00  | -     |
|                         | Bloco de Esquerda              | 52    | 9,04 / 100,00   | 5,62  |
|                         | Coligação Democrática Unitária | 37    | 6,43 / 100,00   | 1,30  |
|                         | Partido Popular                | 35    | 6,09 / 100,00   | -     |
|                         | Outros                         | 18    | 3,13 / 100,00   |       |
| Votos Inválidos         | Votos Inválidos                | 40    | 6,96 / 100,00   | 2,59  |
| Total                   | Total                          | 575   | 100,00 / 100,00 |       |
| Eleitorado/Participação | Eleitorado/Participação        | 1 596 | 36,03 / 100,00  | 1,68  |

#### Gueifães
| Partido                 | Partido                        | Votos  | %               | +/-   |
| ----------------------- | ------------------------------ | ------ | --------------- | ----- |
|                         | Partido Socialista             | 1 508  | 30,67 / 100,00  | 19,51 |
|                         | Partido Social Democrata       | 1 364  | 27,74 / 100,00  | -     |
|                         | Bloco de Esquerda              | 708    | 14,40 / 100,00  | 7,46  |
|                         | Coligação Democrática Unitária | 399    | 8,11 / 100,00   | 1,36  |
|                         | Partido Popular                | 333    | 6,77 / 100,00   | -     |
|                         | Movimento Esperança Portugal   | 69     | 1,40 / 100,00   | Novo  |
|                         | PCTP/MRPP                      | 65     | 1,32 / 100,00   | 0,64  |
|                         | Outros                         | 100    | 2,04 / 100,00   |       |
| Votos Inválidos         | Votos Inválidos                | 371    | 7,54 / 100,00   | 3,12  |
| Total                   | Total                          | 4 917  | 100,00 / 100,00 |       |
| Eleitorado/Participação | Eleitorado/Participação        | 10 383 | 47,36 / 100,00  | 2,06  |

#### Maia
| Partido                 | Partido                        | Votos | %               | +/-   |
| ----------------------- | ------------------------------ | ----- | --------------- | ----- |
|                         | Partido Social Democrata       | 1 532 | 32,71 / 100,00  | -     |
|                         | Partido Socialista             | 1 110 | 23,70 / 100,00  | 16,35 |
|                         | Bloco de Esquerda              | 727   | 15,52 / 100,00  | 6,78  |
|                         | Partido Popular                | 431   | 9,20 / 100,00   | -     |
|                         | Coligação Democrática Unitária | 292   | 6,23 / 100,00   | 0,59  |
|                         | Movimento Esperança Portugal   | 114   | 2,43 / 100,00   | Novo  |
|                         | Outros                         | 157   | 3,36 / 100,00   |       |
| Votos Inválidos         | Votos Inválidos                | 321   | 6,85 / 100,00   | 1,60  |
| Total                   | Total                          | 4 684 | 100,00 / 100,00 |       |
| Eleitorado/Participação | Eleitorado/Participação        | 9 731 | 48,13 / 100,00  | 1,94  |

#### Milheirós
| Partido                 | Partido                        | Votos | %               | +/-   |
| ----------------------- | ------------------------------ | ----- | --------------- | ----- |
|                         | Partido Socialista             | 652   | 35,49 / 100,00  | 20,33 |
|                         | Partido Social Democrata       | 481   | 26,18 / 100,00  | -     |
|                         | Bloco de Esquerda              | 206   | 11,21 / 100,00  | 8,13  |
|                         | Coligação Democrática Unitária | 154   | 8,38 / 100,00   | 2,96  |
|                         | Partido Popular                | 132   | 7,19 / 100,00   | -     |
|                         | PCTP/MRPP                      | 32    | 1,74 / 100,00   | 0,54  |
|                         | Outros                         | 59    | 3,20 / 100,00   |       |
| Votos Inválidos         | Votos Inválidos                | 121   | 6,59 / 100,00   | 1,74  |
| Total                   | Total                          | 1 837 | 100,00 / 100,00 |       |
| Eleitorado/Participação | Eleitorado/Participação        | 3 962 | 46,37 / 100,00  | 0,26  |

#### Moreira
| Partido                 | Partido                        | Votos | %               | +/-   |
| ----------------------- | ------------------------------ | ----- | --------------- | ----- |
|                         | Partido Socialista             | 1 343 | 32,08 / 100,00  | 17,83 |
|                         | Partido Social Democrata       | 1 241 | 29,65 / 100,00  | -     |
|                         | Bloco de Esquerda              | 455   | 10,87 / 100,00  | 5,81  |
|                         | Partido Popular                | 339   | 8,10 / 100,00   | -     |
|                         | Coligação Democrática Unitária | 267   | 6,38 / 100,00   | 1,43  |
|                         | Movimento Esperança Portugal   | 50    | 1,19 / 100,00   | Novo  |
|                         | PCTP/MRPP                      | 47    | 1,12 / 100,00   | 0,09  |
|                         | Outros                         | 93    | 2,23 / 100,00   |       |
| Votos Inválidos         | Votos Inválidos                | 351   | 8,39 / 100,00   | 3,96  |
| Total                   | Total                          | 4 186 | 100,00 / 100,00 |       |
| Eleitorado/Participação | Eleitorado/Participação        | 9 198 | 45,51 / 100,00  | 1,20  |

#### Nogueira
| Partido                 | Partido                        | Votos | %               | +/-   |
| ----------------------- | ------------------------------ | ----- | --------------- | ----- |
|                         | Partido Social Democrata       | 622   | 32,23 / 100,00  | -     |
|                         | Partido Socialista             | 574   | 29,74 / 100,00  | 17,03 |
|                         | Bloco de Esquerda              | 243   | 12,59 / 100,00  | 7,60  |
|                         | Partido Popular                | 139   | 7,20 / 100,00   | -     |
|                         | Coligação Democrática Unitária | 129   | 6,68 / 100,00   | 1,34  |
|                         | Movimento Esperança Portugal   | 32    | 1,66 / 100,00   | Novo  |
|                         | Outros                         | 72    | 3,73 / 100,00   |       |
| Votos Inválidos         | Votos Inválidos                | 119   | 6,16 / 100,00   | 2,42  |
| Total                   | Total                          | 1 930 | 100,00 / 100,00 |       |
| Eleitorado/Participação | Eleitorado/Participação        | 4 379 | 44,07 / 100,00  | 0,21  |

#### Pedrouços
| Partido                 | Partido                        | Votos | %               | +/-   |
| ----------------------- | ------------------------------ | ----- | --------------- | ----- |
|                         | Partido Socialista             | 1 250 | 31,13 / 100,00  | 18,28 |
|                         | Partido Social Democrata       | 1 111 | 27,67 / 100,00  | -     |
|                         | Bloco de Esquerda              | 486   | 12,10 / 100,00  | 6,58  |
|                         | Coligação Democrática Unitária | 486   | 12,10 / 100,00  | 1,71  |
|                         | Partido Popular                | 246   | 6,13 / 100,00   | -     |
|                         | Movimento Esperança Portugal   | 62    | 1,54 / 100,00   | Novo  |
|                         | PCTP/MRPP                      | 40    | 1,00 / 100,00   | 0,01  |
|                         | Outros                         | 91    | 2,26 / 100,00   |       |
| Votos Inválidos         | Votos Inválidos                | 243   | 6,05 / 100,00   | 2,32  |
| Total                   | Total                          | 4 015 | 100,00 / 100,00 |       |
| Eleitorado/Participação | Eleitorado/Participação        | 9 423 | 42,61 / 100,00  | 3,28  |

#### São Pedro Fins
| Partido                 | Partido                        | Votos | %               | +/-   |
| ----------------------- | ------------------------------ | ----- | --------------- | ----- |
|                         | Partido Social Democrata       | 303   | 38,07 / 100,00  | -     |
|                         | Partido Socialista             | 200   | 25,13 / 100,00  | 20,22 |
|                         | Bloco de Esquerda              | 61    | 7,66 / 100,00   | 3,20  |
|                         | Coligação Democrática Unitária | 61    | 7,66 / 100,00   | 3,07  |
|                         | Partido Popular                | 58    | 7,29 / 100,00   | -     |
|                         | PCTP/MRPP                      | 9     | 1,13 / 100,00   | 0,61  |
|                         | Outros                         | 28    | 3,52 / 100,00   |       |
| Votos Inválidos         | Votos Inválidos                | 76    | 9,55 / 100,00   | 3,25  |
| Total                   | Total                          | 796   | 100,00 / 100,00 |       |
| Eleitorado/Participação | Eleitorado/Participação        | 1 728 | 46,06 / 100,00  | 1,13  |

#### Silva Escura
| Partido                 | Partido                        | Votos | %               | +/-   |
| ----------------------- | ------------------------------ | ----- | --------------- | ----- |
|                         | Partido Social Democrata       | 312   | 38,81 / 100,00  | -     |
|                         | Partido Socialista             | 217   | 26,99 / 100,00  | 14,43 |
|                         | Partido Popular                | 78    | 9,70 / 100,00   | -     |
|                         | Bloco de Esquerda              | 76    | 9,45 / 100,00   | 6,79  |
|                         | Coligação Democrática Unitária | 41    | 5,10 / 100,00   | 1,70  |
|                         | PCTP/MRPP                      | 15    | 1,87 / 100,00   | 0,54  |
|                         | Outros                         | 26    | 3,24 / 100,00   |       |
| Votos Inválidos         | Votos Inválidos                | 39    | 4,86 / 100,00   | 0,76  |
| Total                   | Total                          | 804   | 100,00 / 100,00 |       |
| Eleitorado/Participação | Eleitorado/Participação        | 1 845 | 43,58 / 100,00  | 0,98  |

#### Vermoim
| Partido                 | Partido                        | Votos  | %               | +/-   |
| ----------------------- | ------------------------------ | ------ | --------------- | ----- |
|                         | Partido Social Democrata       | 1 628  | 34,31 / 100,00  | -     |
|                         | Partido Socialista             | 1 225  | 25,82 / 100,00  | 17,09 |
|                         | Bloco de Esquerda              | 607    | 12,79 / 100,00  | 6,36  |
|                         | Partido Popular                | 416    | 8,77 / 100,00   | -     |
|                         | Coligação Democrática Unitária | 292    | 6,15 / 100,00   | 0,50  |
|                         | Movimento Esperança Portugal   | 82     | 1,73 / 100,00   | Novo  |
|                         | Outros                         | 137    | 2,78 / 100,00   |       |
| Votos Inválidos         | Votos Inválidos                | 358    | 7,55 / 100,00   | 3,27  |
| Total                   | Total                          | 4 745  | 100,00 / 100,00 |       |
| Eleitorado/Participação | Eleitorado/Participação        | 11 473 | 41,36 / 100,00  | 1,13  |

#### Vila Nova da Telha
| Partido                 | Partido                        | Votos | %               | +/-   |
| ----------------------- | ------------------------------ | ----- | --------------- | ----- |
|                         | Partido Social Democrata       | 629   | 30,88 / 100,00  | -     |
|                         | Partido Socialista             | 623   | 30,58 / 100,00  | 16,72 |
|                         | Bloco de Esquerda              | 256   | 12,57 / 100,00  | 7,12  |
|                         | Partido Popular                | 176   | 8,64 / 100,00   | -     |
|                         | Coligação Democrática Unitária | 123   | 6,04 / 100,00   | 0,38  |
|                         | Movimento Esperança Portugal   | 26    | 1,28 / 100,00   | Novo  |
|                         | PCTP/MRPP                      | 24    | 1,18 / 100,00   | 0,65  |
|                         | Outros                         | 42    | 2,06 / 100,00   |       |
| Votos Inválidos         | Votos Inválidos                | 138   | 6,78 / 100,00   | 1,97  |
| Total                   | Total                          | 2 037 | 100,00 / 100,00 |       |
| Eleitorado/Participação | Eleitorado/Participação        | 4 629 | 44,01 / 100,00  | 3,15  |